# Македоний II Константинополски
Македоний II (на средногръцки: Μακεδόνιος Β΄) е патриарх на Константинопол от юли 496 година до август 511 година. Обявен е за светец от Православната църква и се почита на 25 април (по юлианския календар).
Македоний е халкедонски християнин. През 496 година византийският император Анастасий I (491—518) го поставя за патриарх на Константинопол. След 15 години през 511 година Анастасий I го сваля от престола заради обида на императора и го заточва на черноморското крайбрежие. Той поставя на неговото място Тимотей I, патриарха на Антиохия. Тогава настъпват големи недоволства в столицата.
Македоний II умира в изгнанието си през 516 или 517 година. Тялото му е погребано в Константинопол в църквата „Свети Калиник“.